# Crossoglossa dodsonii
Crossoglossa dodsonii är en orkidéart som beskrevs av Roberto Vásquez. Crossoglossa dodsonii ingår i släktet Crossoglossa, och familjen orkidéer.
Artens utbredningsområde är Bolivia. Inga underarter finns listade i Catalogue of Life.